# William H. Stein
William Howard Stein (New York, 1911. június 25. – New York, 1980. február 2.) amerikai biokémikus. 1972-ben Christian Anfinsennel és Stanford Moore-ral megosztva elnyerte a kémiai Nobel-díjat az RNS-bontó enzim, a ribonukleáz aminosavszekvenciájának meghatározásáért.   

## Tanulmányai
William H. Stein 1911. június 25-én született New Yorkban, zsidó családban. Apja Fred M. Stein üzletember volt, aki korán visszavonult és idejét az egészségüggyel kapcsolatos társadalmi tevékenységre fordította. Anyja Beatrice Stein (lánykori nevén Borg) volt, aki szintén sokat foglalkozott önkéntes munkával, úttörő tevékenységet folytatott a gyerekek iskola utáni elfoglaltságainak megszervezésében. William a második volt három gyermekük közül. A Columbia Egyetem tanárképzőjének gyakorlóiskolájába, a Lincoln Schoolba járt, 16 évesen pedig szülei átíratták a Phillips Exeter Academy-ba, amely az egyetemre készítette elő diákjait. William 1929-ben felvételt nyert a Harvard Egyetemre, ahol apja és bátyja is tanult és 1933-ban megszerezte BSc diplomáját kémiából. Miután egy évig szerves kémiai kurzusokra járt a Harvardon, a Columbia Egyetemen doktori fokozatot szerzett biokémiából. 1937-ben beadott disszertációjának témája az elasztin aminosavösszetétele volt. Ebben a munkájában a Max Bergmann által kifejlesztett módszereket használta és így természetesnek látszott, hogy kutató vegyészként az ő laboratóriumában kérjen munkát. A zsidó Bergmann, aki régebben Emil Fischer munkatársa volt, 1934-ben érkezett az Egyesült Államokba a náci Németországból és a Rockefeller Intézetben nagy elismertségnek örvendő proteinkutató központot hozott létre.   

## Munkássága
Stein új anyagokat keresett, amivel ki lehet csapni a fehérjéket a gravimetriás analízishez. 1939-ben új munkatársat kapott, a frissen doktorált Stanford Moore személyében, akivel aztán negyven évig dolgozott együtt. A következő néhány évben kifejlesztettek egy pontos módszert a glicin és leucin mennyiségének mérésére.
Miután 1942-ben az USA belépett a második világháborúba, Bergmann laboratóriuma katonai kutatási feladatot kapott, a mustárgáz és a nitrogén-mustár élettani hatását és ellenszereit tanulmányozták. Míg Stein ezzel volt elfoglalva, Moore adminisztratív és kutatásszervezői munkát végzett a kormány számára Washingtonban és ott, ahová éppen küldték.
Bergmann 1944-ben meghalt. Stein folytatta a munkát, amihez a háború végeztével Moore is visszatért. Az intézet vezetője, a Nobel-díjas Herbert Gasser biztosította kettejüknek a lehetőséget, hogy folytassák fehérjeanalitikai kutatásaikat. A 40-es évek végén Stein és Moore kidolgozott egy kromatográfiás módszert, amelyben burgonyakeményítőből álló oszlopokon választották szét a proteinek hidrolízise során keletkező aminosavakat. Készülékükhöz egy automata frakciógyűjtőt is készítettek. Később a lassú, akár több hétig tartó oszlopkromatográfia helyett már ioncserélő kromatográfiás módszert alkalmaztak, amelyhez 1958-ra fejlesztették ki a teljesen automatikus készüléket.     

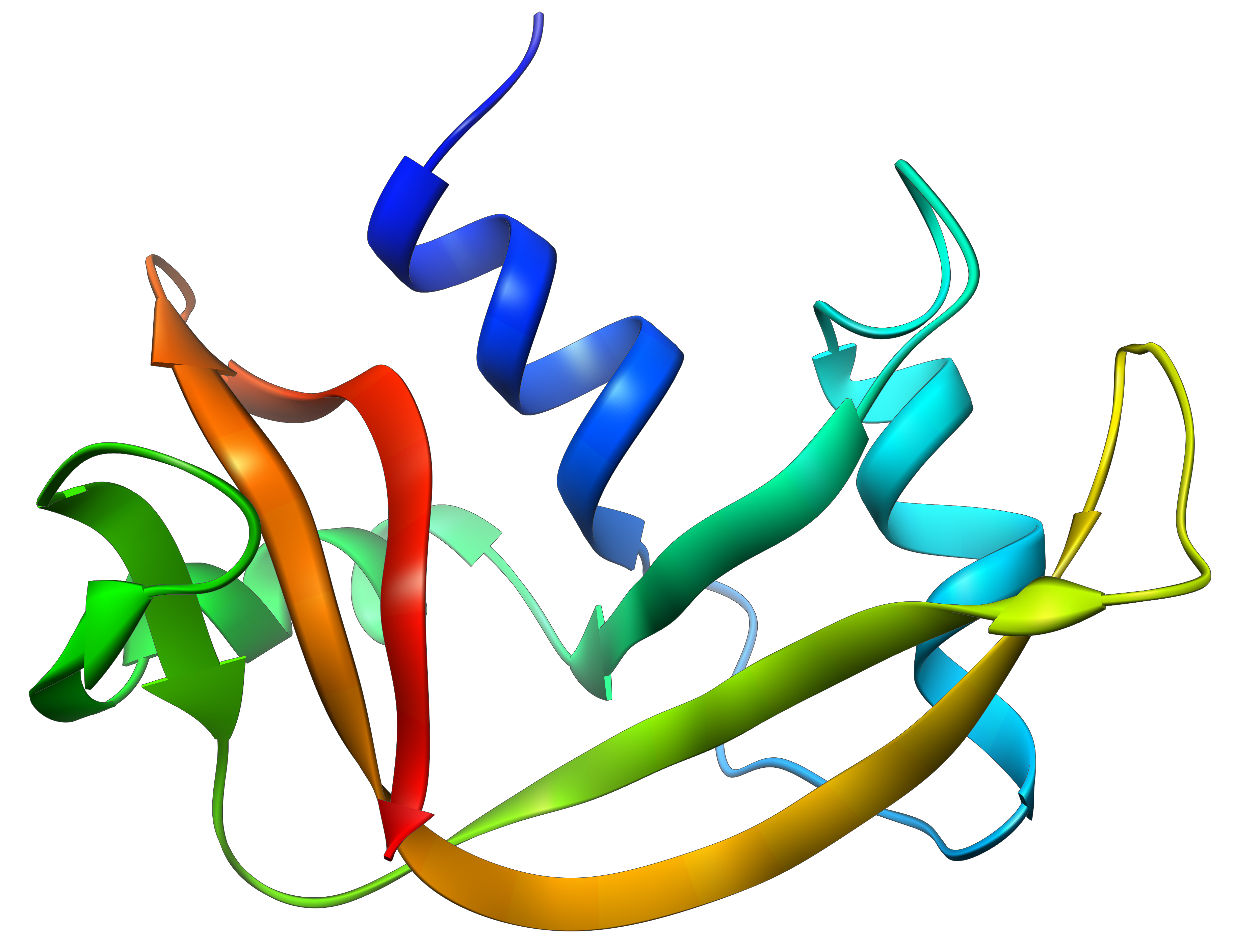
A ribonukleáz szerkezete

1948-ban Moore néhány hónapot töltött Frederick Sanger cambridge-i laboratóriumában, ahol a világon elsőként akkor határozták meg egy fehérje, az inzulin aminosavszekvenciáját. Miután visszatért, Steinnel együtt hozzáfogtak, hogy kromatográfiás eszközükkel megállapítsák egy nagyobb protein, a ribonukleáz aminosavsorrendjét. A ribonukláz viszonylag kicsi volt a maga 124 aminosavával és nagy mennyiségben lehetett kinyerni a marhák hasnyálmirigyéből. A ribonukleázt proteinemésztő enzimekkel (tripszinnel, kimotripszinnel és pepszinnel) vágták és a fragmentumokat kromatográfiával szétválasztották. A kis peptideket aztán kémiai módszerekkel már lehetett analizálni. A munka évekig tartott, a teljes szekvenciát 1960-ban közölték, de a ribonukleáz lett az első enzim, amelynek ismertté vált az elsődleges szerkezete. Steinékkel párhuzamosan a National Institutes of Health-nek dolgozó Christian Anfinsen is kutatta a ribonukleáz szerkezetét, de az aminosavsorrenddel ő csak érintőlegesen foglalkozott, őt elsősorban a térbeli szerkezete és biológiai funkciója érdekelte.
A ribonukleáz után Stein és Moore a jóval nagyobb, 257 aminosavból álló dezoxiribonukleáz szekvenciáját állapította meg; ezt a feladatot 1973-ra fejezték be. Miután az alapvető analitikai módszerek már készen voltak számos kutató és doktorandusz segítette Steinék munkáját és laboratóriumuk nagy kutatóközponttá bővült. Sorra közölték a bromelain, kimotripszin, pepszin és egyéb enzimek szerkezetét.
Ioncserélő kromatográfjuk továbbfejlesztésével lehetővé vált a vér, a vizelet és a szövetkivonatok analízise. Felfedezték a vizeletben a 3-metilhisztidint és a tirozin-szulfátot, az agyszövetben pedig az acetilaszpartámot és a cisztationint, így jelentősen hozzájárultak az anyagcsere vizsgálatához.
1969 nyarán Stein Koppenhágában egy konferencián vett részt, mikor magas lázzal betegség tört ki rajta, néhány nappal később pedig megbénult. Az orvosok Guillain-Barré szindrómát diagnosztizáltak nála és bár túlélte a kór akut fázisát, mozgásképességét nem nyerte vissza. Munkáját továbbra is folytatta, sokat konzultált és munkatársaival és saját otthonában tartott szemináriumokat.

## Díjai
1972-ben Willaim H. Stein, Stanford Moore és Christian Anfinsen kémiai Nobel-díjban részesült a ribonukleázzal végzett kutatásaikért. Stein (Moore-ral együtt) 1964-ben megkapta az Amerikai Kémiai Társaság kromatográfiai és elektroforézis díját, 1972-ben a Richards-érmet és a dán Kaj Linderstrøm-Lang díjat. A Columbia Egyetem és a Yeshiva Egyetem díszdoktorává avatta. Tagja volt az Amerikai Tudományos Akadémiának és az Amerikai Művészeti és Tudományos Akadémiának. 

## Családja
Stein 1936-ban házasodott össze Phoebe Hockstaderrel. Három fiuk született: ifjabb William H. Stein, David F. Stein és Robert J. Stein.
William H. Stein 1980. február 2-án halt meg szívroham következtében, 68 éves korában.